# Viện Toán học (Việt Nam)
Viện Toán học là cơ quan nghiên cứu chuyên sâu cơ bản về toán học trực thuộc Viện Khoa học và Công nghệ Việt Nam (VAST). Viện được thành lập năm 1969 theo Nghị định số 25/CP của Chính phủ ngày 5 tháng 2 năm 1969.
Nhiệm vụ của Viện Toán học là nghiên cứu cơ bản trong lĩnh vực toán học, hợp tác nghiên cứu khoa học với các Viện khác ở trong nước và quốc tế. Từ khi thành lập đến nay, Viện luôn chú trọng nghiên cứu những vấn đề toán học ứng dụng. Nhiệm vụ thứ ba của Viện là luôn luôn cộng tác với các Viện chuyên ngành khác trong việc ứng dụng toán học vào quản lý và phát triển sản xuất. Viện cũng rất quan tâm đến việc nâng cao chất lượng giảng dạy toán học ở  bậc cao. Trung tâm đào tạo của Viện thành lập năm 1994 với mục đích đào tạo các tài năng nghiên cứu trẻ trong lĩnh vực toán học.

## Lịch sử và quá trình hình thành

### Hình thành Viện Toán học
Những năm 1960, Toán học Việt Nam đã bắt đầu có sự xuất hiện của các nhà toán học nghiên cứu hiện đại như Tạ Quang Bửu, Lê Văn Thiêm hay Hoàng Tụy. Dù tiềm năng lớn, tuy nhiên nền tảng cán bộ lẫn tổ chức Toán học khi đó đều còn rất hạn chế. 
Năm 1962 - 1963, tiền thân là các sinh viên tốt nghiệp Trường Đại học Tổng hợp Hà Nội (ngày nay là Trường Đại học Khoa học tự nhiên Hà Nội), Phạm Trà Ân, Hoàng Đình Dung, Ngô Văn Lược, Phạm Hữu Sách, Trần Vũ Thiệu, Trần Mạnh Tuấn, Đỗ Long Vân (sau này có thêm Phó Tiến sĩ Phan Văn Chương) thành lập ra Nhóm nghiên cứu Toán - là tiền thân của Viện Toán học ngày nay. Nhóm nghiên cứu này là một phần của Bộ phận Toán - Cơ - Lý - Máy tính trực thuộc Ủy ban Khoa học Nhà nước Việt Nam (nay là Bộ Khoa học và Công nghệ). Tính đến năm 1968, biên chế của Nhóm nghiên cứu này gồm có 21 người, với giáo sư Hoàng Tụy làm trường phòng nghiên cứu.
Ngày 5 tháng 2 năm 1969, cố Thủ tướng Phạm Văn Đồng đã ký quyết định số 25/CP thành lập Viện Toán học (đồng thời với Viện Vật lý) trực thuộc Ủy ban Khoa học và Kỹ thuật Nhà nước. Tuy nhiên, phải tới cuối năm 1970 khi giáo sư Lê Văn Thiêm về làm phó Viện trưởng, nơi đây mới chính thức đi vào hoạt động. Sau này khi thành lập Viện Khoa học Việt Nam (nay là Viện Hàn lâm Khoa học và Công nghệ Việt Nam) vào tháng 5 năm 1975, Viện Toán học trở thành thành viên trực thuộc, cùng với đó là việc thay đổi cấu trúc gồm có 8 phòng. Tháng 6 năm 1975, giáo sư Lê Văn Thiêm chính thức được bổ nhiệm làm Viện trưởng Viện Toán học Việt Nam.

### Xây dựng và phát triển
Tháng 8 năm 1980, do tình hình sức khỏe, giáo sư Lê Văn Thiêm được Thủ tướng Chính phủ cho thôi giữ chức vụ Viện trưởng, thay vào đó là giáo sư Hoàng Tụy.

## Các Viện trưởng qua từng thời kì
- Giáo sư Lê Văn Thiêm (1975 - 1980)
- Giáo sư Hoàng Tụy (1980 -1990);
- Giáo sư, TSKH Phạm Hữu Sách (1991-1995)
- Giáo sư, TSKH Trần Đức Vân (1996-2000)
- Giáo sư, TSKH Hà Huy Khoái (2001 - 2007)
- Giáo sư, TSKH Ngô Việt Trung (2007 - 2013)
- Giáo sư, TSKH Lê Tuấn Hoa (2013 - 2017)
- Giáo sư, TSKH Phùng Hồ Hải (2017 - nay)